# Famille de Couesmes
La famille de Couesmes est une ancienne famille noble du Maine. Cette famille installée au Xe siècle s'est éteinte au XVIIe. Elle était parmi les plus vieilles familles de la région et les plus puissantes, et elle eut par mariage la seigneurie de Lucé de la fin du XIVe à la fin du XVIe siècle. Il s'agit d'une famille d'ancienne chevalerie.
Alliée des rois de France contre les Anglais, à une époque où les Anglais étaient installés dans le Maine, elle a bénéficié de la protection et l'appui royal après la victoire du roi de France. Elle a été chargée, notamment, de faire la police pour le compte du roi. Ainsi sous François Ier, Charles de Couesme était capitaine des francs-archers du Roi. 

« Et desponsèrent beaucoup de bien; Pires qu'Englays et Tartarins Estoient tous iceulx francs-taupins, (1522) ».
Cette famille tient son nom de la terre de Couesmes à Couesmes-en-Froulay (aujourd'hui Couesmes-Vaucé).

## Origine
Il est certain pour l'Abbé Angot que la paroisse de Couesmes est le lieu d'origine de la famille du même nom qui plus tard, sans oublier son berceau, établit surtout sa puissance et sa fortune à Lucé, à Orthe, à Bourgon. Les Couesmes eurent au moins dès le XIVe siècle leur sépulture en l'Abbaye Notre-Dame d'Évron.
La seigneurie de Couesmes, à Ancinnes, n'est qu'une création plus récente qui, au lieu de donner son nom à la famille, l'a reçu d'elle.
La paroisse de « Nostre-Dame des Cosmes »  est la première citée parmi celles où Brisegault de Couesmes ordonne par son testament de l'an 1400 des services religieux. Depuis un temps plus ou moins éloigné, la seigneurie de Couesmes proprement dite et un autre fief, dit de Couesmes et de Lucé, se trouvaient dans les mêmes mains et étaient passés des Couesmes aux sires de la Ferrière, puis aux de Logé, seigneurs du Bois-Thibault.  

## Armoiries
Les armes de la famille se blasonnent ainsi : d'or au lion d'azur, armé et lampassé de gueules.

## Personnalités
- Payen de Couesmes, chevalier, qui avait épousé Julienne de l'Écluse, achète, par contrat passé à Loches le jour Saint-Hilaire 1289, de Guillaume de la Celle et d'Isabeau, sa femme, tout ce qu'ils possédaient « ès chastellenies d'Ambrières et de Gorron, comme moutonaige, vinaige, deniers et totes autres choses quex que eles soients », pour 400 ₶[2].
- Guillaume de Couesmes, héritier des Le Franc, par son alliance avec Louise Le Franc, fut seigneur de Montjean et des grandes seigneuries qui en dépendaient, 1298. Il était lieutenant du sénéchal d'Anjou et du Maine[2]. Il épousa Louise Le Franc, fille unique d'Hamelin, et avait pour successeur, en 1352, 1353, Briand de Couesmes, père de Jean de Couesmes, qui épousa Jeanne de Pommerieux, veuve de Guy Ier de Laval-Loué, et fut inhumé à l'abbaye de Bellebranche en 1387, ayant survécu à Jean, son fils, mari de Roberde d'Usage. Celle-ci mourut en 1403 et eut sa sépulture dans l'abbaye de Clermont.
- Brisegault de Couesmes, fils de Jeanne de Sourches, seigneur de Bourgon, d'Orthe, de Lucé et de Couesmes en Ancinnes, était capitaine d'une compagnie de deux chevaliers et huit écuyers, sous le commandement de Jean de Berry, duc de Berry, pendant la campagne de Flandre, en 1383[2]. Le 24 juillet 1392, à la montre du Mans, il avait dans sa compagnie : Charles de Couesmes, son fils aîné, Jean d'Hauteville, Jean de Lignon, Yvon d'Aron et d'autres écuyers du Comté du Maine. Les reçus qu'il donna dans ces deux circonstances sont scellés de son cachet armorié. Dans son testament qu'il dictait le 29 août 1400 « dans son oustel d'Orthe », Brisegault de Couesmes demandait à être en-sépulturé en l'église abbatiale d'Évron, à côté de son père et de son aïeul[2] ; il y fondait une chapelle de trois messes par semaine, à un autel « clos et fermé d'une cloison de boys » ; faisait des legs aux églises de Couesmes, Montourtier, Saint-Martin-de-Connée, Saint-Pierre-de-la-Cour, Izé, Bais, Jublains, Saint-Germain-de-Coulamer, etc. Malgré ces dispositions premières, le puissant seigneur fut inhumé en grande pompe dans sa collégiale de Pruillé. Un service solennel lui fut fait à la Cathédrale du Mans par le chapitre, qui permit ensuite qu'on plaçât deux « pennons, assis en deux lances, des armes de Coaysmes, et en chacun pilier d'environ le cueur de ladite église qu'on fist peindre escusseaux desdites armes, en la forme et manière que y estoient les armes de Mgr le cardinal de Rouen, autrement dit de la Forest ». Marie d'Eschelles, veuve du seigneur de Couesmes, lui survécut longtemps[2]. Les d'Eschelles eurent Lucé depuis la fin du XIIIe siècle avec Pierre Ier (fl. 1280/1281), dont la petite-fille Marie († vers 1406) épousa en 1370 Brisegault de Couesmes.
- Charles Ier de Couesmes, né à Saint-Martin-de-Connée, avait épousé vers 1391 Marguerite de Maulévrier, † avant 1416.
- Charles II de Couesmes, fils du précédent, se fit prendre à Pontlieue[2], en 1419, à une sortie que la garnison du Mans se hasarda à faire imprudemment contre le Comte de Cornouailles qui avait poussé une reconnaissance jusqu'aux portes du Mans. Emmené prisonnier en Angleterre, « destenu estroitement et misérablement et en grand dangier de sa vie », il obtint enfin congé pour venir en France réunir l'argent de sa rançon. Ce fut la cause de l'aliénation de la terre de Bourgon. Marié alors à Margeurite de Rieux, vicomtesse de St-Nazaire, fille de Jean III de Rieux (vers 1400-1445). Elle lui apportait en dot la seigneurie de Saint-Nazaire, il se fixa en Bretagne et ne rentra dans sa terre d'Orthe qu'après l'expulsion définitive des Anglais[2]. Il fut inhumé solennellement en 1466 dans l'église de Saint-Martin-de-Connée, en présence de l'abbé de Beaulieu, des seigneurs de Courtarvel, de la Dreulinière et de vingt-cinq gentilshommes. Un peintre était venu du Mans peindre la litre funèbre.
- François de Couesmes, mari de Jeanne Turpin de Crissé, mourut en 1488, âgé de soixante-six ans[2].
- Nicolas de Couesmes. épousa, le 4 novembre 1476, Madeleine de Chourses, mourut après le 8 mai 1508, date de son testament. Des lettres de François Ier (1523) autorisent sa veuve à jouir des acquêts de la communauté dans la châtellenie d'Orthe.
- Charles III de Couesmes, fils de Nicolas de Couesmes, chambellan du roi et de Madeleine de Sourches, fit de son temps toutes les campagnes d'Italie, mais fut un soudard[2] de triste renommée, quoique « nourry chez le roy ». Chargé de lever en 1519, une compagnie de francs-archers dans le Maine et l'Anjou, il parcourait le pays semant la désolation sur son passage. Il reçut mission de réorganiser les Francs-Archers de Laval. Il en coûta beaucoup aux paroisses pour les fournir et les équiper. Encore le résultat ne répondit-il pas à ce qu'on en avait attendu. Ils se livrèrent au brigandage dans la campagne, firent beaucoup de maulx. Le 11 juillet 1522, il était à Laval, d'où il écrivait à Guy XVI de Laval : « Je suys arrivé en vostre ville de Laval avec mes bandes qui sont à une lieue ou deux à l'entour, et m'en partiray dimanche ou lundy pour tirer le chemin de Lamballe ». Le seigneur d'Orthe[3]. vendit Orthe à Jacques d'Avaugour, mais en fit le retrait en 1528. Il avait pour ses méfaits été condamné à une forte amende et tenait prison au Châtelet en 1523. Une lettre du roi l'en tira le 18 mai 1523. La vie privée[2] du dernier Couesmes, seigneur d'Orthe, répondait à sa vie de soldat. Après la mort de Jeanne d'Harcourt-Bonnétable, sa première femme, décédée à quinze ans, en 1523, il contracta une alliance scandaleuse avec Gabrielle d'Harcourt, sa belle-sœur (deux filles de François d'Harcourt de Bonnétable), et mourut en 1543.
- Louis de Couesmes, mari d'Anne de Pisseleu (fille d'Adrien et nièce d'Anne de Pisseleu), lieutenant-général du Maine et du Perche, mourut lors du Siège d'Orléans en 1563[2].
- Jean de Couesmes fut tué au Siège de Lusignan, 1574, et ne laissa pas d'enfants de Françoise de Maridor. Jeanne de Coesme, sa sœur, hérita de la terre d'Orthe qui passa bientôt par acquisition aux seigneurs d'Averton[2]. Dame de Lucé et de Bonnétable, Jeanne de Couesmes épousa en 1574 de Louis/Ludovic de Montafié, seigneur piémontais, comte de Montafié et de Carignan. Leur fille Anne de Montafié (1577-1644) se maria en 1601 avec Charles de Bourbon-Soissons, d'où les Savoie-Carignan, et les d'Albert, ducs de Luynes et de Chevreuse.